# Inversionen
Inversionen (englischer Originaltitel: Inversions, erschienen 1998) ist der fünfte Science-Fiction-Roman aus dem Kultur-Zyklus von Iain M. Banks.
In dem Buch wird eine Intervention in einer vorindustriellen Zivilisation durch die Kultur aus dem Blickwinkel der von ihr manipulierten Gesellschaft dargestellt.

## Inhalt
Das Buch erzählt die Geschichten von zwei einflussreichen Fremden, wobei jeder der beiden sich in einem von zwei rivalisierenden Staaten aufhält. Diese Staaten gehören wiederum einer Zivilisation an, welche in groben Zügen dem Europa etwa zu Ende des 16. oder Anfang des 17. Jahrhunderts ähnelt. Die Hauptfiguren der beiden ineinander verwobenen Geschichten sind zum einen Vosill (auch „Der Doktor“ genannt), welche die Leibärztin des absolutistischen Monarchen König Quience des einen Königreichs ist, und zum anderen der Leibwächter DeWar, der den – an Oliver Cromwell erinnernden – Protektor General UrLeyn in einem rivalisierenden, etwas „fortschrittlicheren“ Staat beschützt. Vosill glaubt, dass sie die konservative Haltung des Königs durch Argumentation beeinflussen und abschwächen kann. DeWar kommt derweil zu dem Schluss, dass jemand aus UrLeyns Gefolge versucht, diesen zu ermorden. Wie sich herausstellt, sind sie beide mysteriöse Fremde, die von sehr viel weiter her kommen, als es sich König oder Protektor jemals vorstellen könnten.
Wie viele andere Bücher von Banks hat auch Inversionen eine verwobene Erzählstruktur: der Enkel des Verfassers des Berichts über die Ereignisse rund um Vosill führt den Leser in die Erzählung seines Großvaters und die Berichte eines anderen Autors über DeWar ein, womit drei (bzw. vier) Erzählebenen entstehen: die beiden fiktiven Autoren, der ebenso fiktive Herausgeber und Banks selbst.
Die beiden Außenseiter, deren Geschichte das Buch erzählt, waren zuvor in der Kultur eng miteinander befreundet, bevor sie begannen, in die Geschehnisse der im Buch beschriebenen Welt einzugreifen. Die beiden haben unterschiedliche Vorstellungen davon, bis zu welchem Maß es moralisch vertretbar ist, einer ahnungslosen, „schwächeren“ Gesellschaft Veränderungen aufzuzwingen. Ihre unterschiedlichen Ansichten spiegeln sich in der Folge in der Art und Weise wider, welche die beiden für sich wählen, um in die jeweilige Gesellschaft einzugreifen, die sie beeinflussen.

### Zusammenhang innerhalb des Kultur-Zyklus
Das Buch hebt sich von den anderen Romanen des Kultur-Zyklus unter anderem durch den sehr eng gesteckten Handlungsrahmen ab – die anderen Bücher neigen dazu, auf vielen verschiedenen Welten zu spielen, und decken oft auch sehr viel längere Zeitspannen ab. Inversionen stellt somit die intimste und detaillierteste Darstellung der Art und Weise dar, in der ein Bewohner der Kultur die Entwicklung anderer Gesellschaften beeinflussen kann.
Es ist nicht auf den ersten Blick offensichtlich, dass Inversionen ein Roman über die Kultur ist. Einem Leser, der die anderen Bücher des Zyklus kennt, offenbart sich jedoch schnell, dass die Geschichte von einer Mission für Besondere Umstände handelt, welche hier jedoch aus der Perspektive derer erzählt wird, die dabei von der Kultur manipuliert werden. Um Banks selbst zu zitieren: „Inversionen war der Versuch, einen Kultur-Roman zu schreiben, der keiner war.“ Darüber hinaus findet sich in der Hardcover-Ausgabe des Buchs das folgende kurze Vorwort [Hervorhebung hinzugefügt.]:

“A Note on the Text
This Text, in two Parts, was discovered amongst the Papers of my late Grandfather. One Part concerns the Story of the Bodyguard to the then Protector of Tassasen, one UrLeyn, and is related, it is alleged, by a Person of his Court at the time, while the other, told by my Grandfather, tells the Story of the Woman Vosill, a Royal Physician during the Reign of King Quience, and who may, or may not, have been from the distant Archipelago of Drezen but who was, without Argument, from a different Culture. Like my much esteemed Grandfather, I have taken on the Task of making the Text I inherited more comprehensible and clear, and hope that I have succeeded in this Aim. Nevertheless, it is in a Spirit of the utmost Humility that I present it to the Society and to whomever might see fit to read it.”

„Eine Anmerkung zu diesem Text:
Dieser Text wurde, in zwei Teilen, zwischen den Unterlagen meines verstorbenen Großvaters gefunden. Ein Teil befasst sich mit der Geschichte des Leibwächters des damaligen Protektors von Tassasen, einem UrLeyn, erzählt, wie versichert wird, von einer Person aus dessen damaligen Hofstaat, während der andere Teil, erzählt von meinem Großvater, die Geschichte der Frau Vosill berichtet, einer königlichen Ärztin während der Herrschaft von König Quience, und welche möglicherweise, oder möglicherweise nicht, vom fernen Archipel Drezen stammte, aber unbestritten jedoch aus einer anderen Kultur. Wie bereits mein geschätzter Großvater habe ich die Aufgabe übernommen, den Text, welchen ich geerbt habe, klarer und verständlicher zu machen, und hoffe, dass ich dieses Ziel erreichen konnte. Trotzdem ist es in einem Gefühl größter Unterwürfigkeit, dass ich ihn der Gesellschaft und jedem, der ihn zu lesen wünscht, präsentiere.“

Obwohl dieses Vorwort aus den späteren Taschenbuchausgaben gestrichen wurde, enthält Inversionen noch viele weitere Hinweise darauf, dass es sich bei den beiden Hauptfiguren um Bewohner der Kultur handelt:
- Vosill besitzt das beste medizinische Wissen auf dem Planeten. Außerdem beeinflusst sie König Quience auf subtile Art und Weise, um ihn zu demokratischen und zivilisierten Werten hinzuführen – ganz nach Art des Modus Operandi von Besondere Umstände. In Kapitel 7 erklärt sie, wenn auch in verschleierter Form, ihrem Lehrling die philosophische Weltanschauung der Kultur. Darüber hinaus ist sie in der Lage, die vertraulichen Gespräche anderer in geschlossenen Räumen mitzuverfolgen, und einige ihrer Feinde sterben unter rätselhaften Umständen. Als man sie zu foltern versucht, schafft sie es, sich aus ihren Ketten zu befreien und drei Männer innerhalb weniger Sekunden zu töten. Außerdem gibt es starke Andeutungen, dass es sich bei dem „verzauberten Dolch“ (wie Banks ihn im oben erwähnten Interview scherzhaft nennt), den Vosill bei sich trägt, in Wahrheit um eine sogenannte „knife missile“ oder eine ähnliche Technologie der Kultur handelt. (Ein Diener, der den Tod von Duke Walen beobachtet, beschreibt das Objekt als „dunklen Vogel“.) Schließlich verschwindet Vosill, während sich unerklärliche atmosphärische Phänomene abspielen, auf hoher See aus ihrer verschlossenen Schiffskabine, nachdem sie die Einladung, am Tisch des Kapitäns zu speisen, ausschlägt, da sie „wegen Besonderer Umstände indisponiert“ sei.(Hervorhebung hinzugefügt.)
- DeWar hingegen erzählt Lattens (dem jungen Sohn des Protektors und Generals) Geschichten, welche sich auf die Kultur beziehen. In Kapitel 6 sagt er über eine dieser Geschichten, „[…] dass mehr als nur die Sprache übersetzt werden musste. Einige der Vorstellungen und … die Art, wie Leute Dinge tun und sich verhalten, mussten ebenfalls geändert werden, um einen Sinn zu ergeben.“ Der Satz „die Art, wie Leute Dinge tun und sich verhalten“, den er nach einem Zögern verwendet, ist im Grunde die Definition des Begriffs „Kultur“. Aus DeWars Geschichten kann man schließen, dass er die Figur Hiliti ist, während Vosill Sechroom ist.
Sechroom (bzw. Vosill), die glaubt, dass die Kultur die Pflicht hat, dort, wo es möglich ist, weniger entwickelten Zivilisationen zu helfen, scheint auch in seinen Geschichten eine Agentin für Besondere Umstände (BU) zu sein. (Mit DeWars Worten: „Vielleicht mehr Missionar, oder sogar Spion, als Soldat.“) Ebenso scheint es, dass Hiliti (bzw. DeWar) – wegen seiner Abneigung gegen kulturelle Einmischung – hingegen kein BU-Agent sein kann. Stattdessen hat es den Anschein, dass er Vosill aus eigenen Gründen auf diesen Planeten gefolgt ist und nicht beabsichtigt in die Kultur zurückzukehren. (In Kapitel 16 sagt er über Hiliti: „Er verbannte sich selbst für immer aus dem Luxus von Lavishia. (Also der Kultur.) Sechroom und Hiliti werden einander nie wiedersehen.“) Folgt man dieser Interpretation, mag es sogar sein, dass er versucht, Vosills Unterstützung für König Quience auszugleichen, der seinerseits den Sturz und die Diskreditierung des Protektors plant, den zu beschützen DeWars Aufgabe ist. Allerdings sind auch andere Interpretationen möglich. DeWar benutzt keine Technologien aus der Kultur, wie Vosill es in Form ihres Dolches tut. Trotzdem weiß er sehr viel über das „halb-versteckte“ Königreich Mottelocci (wohin er sich zum Schluss ins Exil zurückzieht), obwohl es sehr weit entfernt ist und er nie dort war.